# Daredevil (sezon 2)
Drugi sezon amerykańskiego serialu Daredevil z 2016 roku na podstawie komiksów o postaci o tym samym imieniu wydawnictwa Marvel Comics opowiada dalszą historię Matta Murdocka, niewidomego prawnika, który dzięki wyczulonym pozostałym zmysłom i umiejętnościami walki wręcz, zwalcza przestępczość w Nowym Jorku jako zamaskowany superbohater Daredevil. Murdock nadal prowadzi podwójne życie, a jego droga splata się z innym mścicielem, Frankiem Castle’em / Punisherem, którego metody walki różnią się od metod Daredevila. Musi się on zmierzyć również z powrotem swojej byłej dziewczyny, Elektry Natchios, oraz stoczyć walkę ze starożytną organizacją o nazwie Ręka.
Showrunnerami drugiego sezonu byli Douglas Petrie i Marco Ramirez, a za produkcję odpowiadały ABC Studios, Marvel Television i Goddard Textiles. Tytułową rolę zagrał Charlie Cox, a obok niego w głównych rolach wystąpili: Deborah Ann Woll, Elden Henson, Jon Bernthal, Élodie Yung, Stephen Rider, Rosario Dawson i Vincent D’Onofrio.
Drugi sezon Daredevila jest częścią franczyzy Filmowego Uniwersum Marvela i jest trzecim rozdziałem Sagi Defenders. Całość drugiego sezonu, składającego się z 13 odcinków, została udostępniona równocześnie 18 marca 2016 roku w serwisie Netflix. W lipcu tego samego roku poinformowano, że zamówiony został trzeci sezon serialu, który pojawił się w 2018 roku. Drugi sezon Daredevila otrzymał przeważnie pozytywne oceny od krytyków i otrzymał 2 nominacje do Nagród Emmy.

## Obsada

### Główna
- Charlie Cox jako Matt Murdock / Daredevil, niewidomy prawnik, który prowadzi podwójne życie i samodzielnie wymierza sprawiedliwość jako Daredevil[3].
- Deborah Ann Woll jako Karen Page, sekretarka w kancelarii Murdocka i Nelsona[4].
- Elden Henson jako Foggy Nelson, najlepszy przyjaciel i wspólnik Murdocka[4].
- Jon Bernthal jako Frank Castle / Punisher, były wojskowy, który walczy z przestępczością wszelkimi niezbędnymi środkami, bez względu na to, jak zabójcze będą skutki[4].
- Élodie Yung jako Elektra Natchios, tajemnicza i niebezpieczna kobieta z przeszłości Murdocka[5]. Lily Chee(inne języki) zagrała Elektrę jako dziecko[6].
- Stephen Rider(inne języki) jako Blake Tower, prokurator, który pomaga Daredevilowi[7].
- Rosario Dawson jako Claire Temple, pielęgniarka, która pomaga Murdockowi[8].
- Vincent D’Onofrio jako Wilson Fisk, wpływowy biznesmen i przestępca[9][10].

### Drugoplanowa
- Royce Johnson(inne języki) jako Brett Mahoney, sierżant nowojorskiej policji, który przyjaźni się z Murdockiem i Nelsonem[11].
- Susan Varon jako Josie, właścicielka baru, do którego chodzą Murdock, Nelson i Page[9][10].
- Michelle Hurd(inne języki) jako Samantha Reyes, prokurator okręgowy Nowego Jorku[12][9][10].
- Marilyn Torres jako Louisa Delgado, pielęgniarka, która pracowała w Metro General Hospital[10].
- Geoffrey Cantor(inne języki) jako Mitchell Ellison, redaktor naczelny „New York Bulletin”[13][10].
- Ron Nakahara(inne języki) jako Hirochi, członek Ręki pracujący w zarządzie Roxxon Energy Corporation[14][10].
- John Pirkis(inne języki) jako Stan Gibson, księgowy Roxxon Energy Corporation, którego syn został uprowadzony przez Rękę[10].
- Scott Glenn jako Stick, niewidomy mentor Murdocka[15].
- Peter Shinkoda(inne języki) jako Nobu Yoshioka, biznesmen i szef Yakuzy oraz jeden z przywódców Ręki[16][10].

### Gościnna
- Rob Morgan(inne języki) jako Turk Berrett, drobny kryminalista pracujący dla Fiska[10].
- Matt Gerald(inne języki) jako Melvin Potter, mechanik, projektant i płatnerz, który tworzy pancerne ubrania[17][10].
- Peter McRobbie(inne języki) jako Paul Lantom, ksiądz katolicki i powiernik Murdocka[18].
- Amy Rutberg(inne języki) jako Marci Stahl, była dziewczyna Nelsona z czasów szkolnych[19].
- Kevin Nagle jako Roscoe Sweeney, członek irlandzkiej mafii, który odpowiada za śmierć Jacka Murdocka[14][10].
- Wai Ching Ho(inne języki) jako Gao, starsza kobieta, która zajmuje się handlem heroiną oraz jedna z przywódczyń Ręki[20][10].
- Clancy Brown jako Ray Schoonover, zajmujący się handlem narkotyków były dowódca Castle’a, który odpowiada za śmierć jego rodziny[21].
- Danny Johnson(inne języki) jako Benjamin Donovan, adwokat Fiska[22].
- Suzanne H. Smart jako Shirley Benson, administratorka w Metro-General Hospital[10]
- Carrie-Anne Moss jako Jeri Hogarth, współwłaścicielka kancelarii Hogarth, Chao & Benowitz[9][10].
- McCaleb Burnett(inne języki) jako Elliot „Grotto” Grope, członek gangu Kitchen Irish[23].
- John Bianco jako Jimmy „The Bear”, członek gangu Dogs of Hell[23].
- Ray Iannicelli(inne języki) jako Jerry, weteran wojenny[24].
- Katt Masterson jako Thompson, partnerka Mahoneya[25].
- Deirdre Madigan jako Cynthia Batzer, sędzia zajmująca się sprawą People v. Frank Castle[26].
- Eric Michael Gillett jako Gregory Tapper, główny lekarz sądowy zajmujący się zabójstwami Castle’a[27].
- Steve Sanpietro jako Roy Olsky, funkcjonariusz więzienny na Ryker’s Island[27].
- Lucas Elliot Eberl(inne języki) jako Daniel Gibson, syn Stana Gibsona, który jest przetrzymywany przez Rękę[27].
- Gilles Marini jako Jacques Duchamps, współpracownik Sticka, który został wysłany, by zabić Elektrę[28].

## Emisja
Drugi sezon serialu Daredevil, składający się z 13 odcinków, zadebiutował w całości 18 marca 2016 roku w serwisie Netflix, w tym również w Polsce.
1 marca 2022 roku drugi sezon Daredevila wraz z pozostałymi sezonami i serialami Marvel Television został usunięty z Netflixa na wszystkich rynkach. 16 marca został on udostępniony na Disney+ w Stanach Zjednoczonych, Kanadzie, Wielkiej Brytanii, Irlandii, Australii i Nowej Zelandii jako Saga Defenders, natomiast w Polsce pojawił się tam 29 czerwca 2022 roku.
Drugi sezon Daredevila został wydany 22 sierpnia 2017 roku na DVD i Blu-ray w Stanach Zjednoczonych przez Walt Disney Studios Home Entertainment.

## Lista odcinków
| № | Nr | Tytuł                             | Tytuł polski             | Reżyseria         | Scenariusz                                | Premiera (Netflix) | Premiera w Polsce (Netflix) |
| --- | -- | --------------------------------- | ------------------------ | ----------------- | ----------------------------------------- | ------------------ | --------------------------- |
| 14 | 1  | Bang                              | Bum                      | Phil Abraham      | Marco Ramirez Douglas Petrie              | 18 marca 2016      | 18 marca 2016               |
| Po upadku Wilsona Fiska i rosyjskiej mafii oraz zniknięciu chińskiej mafii i Yakuzy, inne gangi próbują przejąć kontrolę nad Hell’s Kitchen, w tym Irish Mob i kartele narkotykowe. Po tym jak grupa Irlandczyków zostaje zaatakowana przez „armię”, jedyny ocalały Elliot „Grotto” Grote szuka pomocy i schronienia w kancelarii Nelson & Murdock. Asystentka kancelarii, Karen Page, która zmaga się z kłopotami finansowymi firmy z powodu niewypłacalności klientów, zabiera Grotto do szpitala. Foggy Nelson dowiaduje się od gangu „Psów z piekieł”, że część z ich ludzi została zamordowana w ten sam sposób co Irlandczycy. Matt Murdock jako Daredevil bada sprawę kradzieży broni kartelom narkotykowym i dowiaduje się, że dokonała ich jedna osoba. Grotto i Page zostają zaatakowani w szpitalu przez mężczyznę i ledwo uchodzą z życiem. Daredevil konfrontuje się z tym mężczyzną na dachu szpitala i zostaje postrzelony w głowę.                                                                                           |    |                                   |                          |                   |                                           |                    |                             |
| 15 | 2  | Dogs To A Gunfight                | Psy do odstrzału         | Phil Abraham      | Douglas Petrie Marco Ramirez              | 18 marca 2016      | 18 marca 2016               |
| Następnego ranka Murdocka odnajduje Nelson. Pomimo pancerza, który uratował mu życie, jego zmysły są osłabione. Nelson radzi, by odpoczął i odzyskał siły. Nelson próbuje załatwić dla Grotto program ochrony świadków, jednak prokurator Samantha Reyes zgadza się na to rozwiązanie pod warunkiem nagrania przez Grotto spotkania z handlarzem narkotyków. Murdock spotyka się z Melvinem Potterem i prosi go o ulepszony pancerz na głowę, a następnie bada miejsce zabójstwa Irlandczyków. Odkrywa, że mieli oni psa, którego brakuje i stara się go wyśledzić. Dociera do mieszkania, gdzie przebywa mężczyzna, który przez prokuraturę został nazwany „Punisherem” i nasłuchuje jej działania przez radio policyjne. Kiedy Punisher atakuje operację prokuratury, Nelson i Page uświadamiają sobie, że Grotto jest przynętą. Policja otwiera ogień do Punishera, a Daredevil atakuje go. Grotto ucieka, a Murdock zostaje ciężko ranny i traci przytomność.                                                                            |    |                                   |                          |                   |                                           |                    |                             |
| 16 | 3  | New York’s Finest                 | Najlepsze w Nowym Jorku  | Marc Jobst        | Mark Verheiden                            | 18 marca 2016      | 18 marca 2016               |
| Murdock odzyskuje przytomność, ale jest związany przez Punishera. Błaga go, by nie zabijał, ponieważ w każdym istnieje dobro i każdy przestępca jest do uratowania. Punisher tłumaczy mu, że to, co robi jest konieczne, że zabijając przestępców pernamentnie powstrzymuje ich przed zrobieniem czegoś złego, a Daredevil tylko opóźnia ich działania. Ich dyskusja kończy się tym, że Punisher przyprowadza Grotto, którego przyłapał na kradzieży samochodu z zamiarem ucieczki z miasta. Punisher przykleja do ręki Daredevila pistolet z jednym nabojem i daje mu wybór: zabić Grotto zanim on to zrobi lub nic nie robić i żyć z faktem, że jego działania spowodowały czyjąś śmierć. Daredevil używa pistoletu do uwolnienia się z łańcuchów, ale w tym czasie Punisher strzela do Grotto. Umierając Grotto pyta Daredevila, dlaczego pozwolił mu umrzeć. Punisher atakuje pobliską grupę „Psów z piekieł”, ale Daredevil go ogłusza i sam walczy z rozwścieczonym gangiem.                                                           |    |                                   |                          |                   |                                           |                    |                             |
| 17 | 4  | Penny and Dime                    | Czerwony stoliczek       | Peter Hoar        | John C. Kelley                            | 18 marca 2016      | 18 marca 2016               |
| Jeden z członków irlandzkiej mafii, Finn Cooley, którego syn został zabity przez Punishera, przyjeżdża do Nowego Jorku w poszukiwaniu zemsty. Śledzi psa, którego Punisher zabrał do mieszkania, gdzie uświadamia sobie kim jest. Page rozpoczyna śledztwo w sprawie Punishera na własną rękę używając danych, które dostała od asystenta prokuratora, Blake’a Towera. Dowiaduje się z nich, że Punisher to Frank Castle, kiedyś mąż i ojciec, który trafił do szpitala z raną postrzałową głowy. Irlandczycy konfrontują się z Castle’em przy karuzeli, gdzie zginęła jego rodzina. Cooley torturuje go, jednak Castle ucieka i brutalnie zabija Cooleya i kilku innych Irlandczyków. Daredevil odnajduje Castle’a, powstrzymuje go przed kolejnym zabójstwem i pomaga mu uciec. Przed oddaniem się w ręce policji, Castle opowiada Daredevilowi o swojej rodzinie, która została zamordowana. Daredevil oddaje sierżantowi Brettowi Mahoneyowi zaszczyt pojmania Punishera. W ten sposób chce, by społeczeństwo odzyskało wiarę w policję. |    |                                   |                          |                   |                                           |                    |                             |
| 18 | 5  | Kinbaku                           | Kinbaku                  | Floria Sigismondi | Lauren Schmidt Hissrich                   | 18 marca 2016      | 18 marca 2016               |
| Dziesięć lat wcześniej Murdock poznaje Elektrę Natchios, znudzoną córkę greckiego ambasadora. Nawiązuje sięmiędzy nimi romans, a Murdock odkrywa przez nią swoje zdolności oraz informację o śmierci ojca z rąk Roscoe Sweeneya. Natchios manipuluje Murdockiem i chce, by zabił Sweeneya, jednak kiedy on odmawia, odchodzi od niego. Obecnie Natchios powraca do Nowego Jorku i prosi Murdocka o pomoc z firmą Roxxon Energy Corporation, z którą jej ojciec prowadził interesy. Murdock odmawia, ale śledzi ją na spotkanie, gdzie Natchios zakłada pluskwę w systemie firmy. Murdock spotyka się z Natchios i rozmawia z nią na temat Seeneya. Natchios twierdzi, że zna prawdziwą naturę Murdocka, i że jest ona taka sama jak jej. Aby to udowodnić, manipuluje go ponownie pokazując mu, że ma jego kostium Daredevila i informuje, że Yakuza wyśledziła podsłuch w jej mieszkaniu. |    |                                   |                          |                   |                                           |                    |                             |
| 19 | 6  | Regrets Only                      | Zaproszenie              | Andy Goddard      | Sneha Koorse                              | 18 marca 2016      | 18 marca 2016               |
| Murdock i Natchios pokonują napastników z Yakuzy. Natchios uważa, że Yakuza ma jakiś większy cel w Nowym Jorku. Murdock niechętnie zgadza się jej pomóc pod warunkiem, że po zakończeniu sprawy Nachios opuści Nowy Jork. Murdock, Nelson i Page spotykają się z obrońcą z urzędu Castle’a, który informuje ich, że Reyes zamierza połączyć morderstwa Castle’a z innymi poza Nowym Jorkiem, by uzyskać dla niego karę śmierci. Murdock i Page przekonują Nelsona, że sami powinni się zająć jego sprawą, by ochronić Castle’a przed Reyes i dowiedzieć się, co się stało z nim i jego rodziną. Murdock i Nachios dostają się na uroczystość Roxxon, gdzie kradną cenną księgę Yakuzy. Page rozmawia z Castle’em na temat jego przeszłości i zdobywa jego zaufanie. Pomimo tego, nie idzie na ugodę z sędzią i Reyes, co dałoby mu życie w więzieniu i nie przyznaje się do winy. Niezadowolona Reyes uruchamia tryb szybkiej rozprawy: Ludzie przeciwko Frankowi Castle, która ma się rozpocząć w ciągu tygodnia.                           |    |                                   |                          |                   |                                           |                    |                             |
| 20 | 7  | Semper Fidelis                    | Semper Fidelis           | Ken Girotti       | Luke Kalteux                              | 18 marca 2016      | 18 marca 2016               |
| Przez sprawy z Natchios, Murdock spóźnia się na rozprawę Castle’a i Nelson zamiast niego wygłasza mowę początkową. Nelson koncentruje się na śmierci rodziny Castle’a oraz na tym, jak zawiódł wtedy system sprawiedliwości. Murdock z Page przygotowują się do przesłuchania lekarza sądowego, który wystawił prawdopodobnie sfałszowane z polecania Reyes akty zgonów rodziny Castle’a. Zanim jednak dochodzi do przesłuchania, mężczyzna wyznaje przed sądem, że był torturowany w nocy, by ujawnić prawdę. Murdock uświadamia sobie, że Nachios podsłuchała jego i Page i w ten sposób próbowała „pomóc”. Murdock informuje Nelsona o zaangażowaniu Nachios w sprawę. Zeznania eksperta zostają unieważnione. Murdock spotyka się z Nachios i prosi ją, by trzymała się z daleka od rozprawy, ona się zgadza, ale prosi Murdocka o pomoc przy zbadaniu placu budowy Yakuzy. Tam odkrywają gigantyczną dziurę. |    |                                   |                          |                   |                                           |                    |                             |
| 21 | 8  | Guilty as Sin                     | Winy grzechu             | Michael Uppendahl | Whit Anderson                             | 18 marca 2016      | 18 marca 2016               |
| Murdock i Natchios zostają zaatakowani przez Yakuzę, a na miejscu pojawia się mentor Murdocka, Stick, który pomaga im uciec. W mieszkaniu Murdocka Stick ujawnia, że Nachios pracuje dla niego i pracowała już zanim poznała Murdocka. Stick opowiada mu o wojnie „Czystych” ze starożytną grupą o nazwie „Ręka”, która działa w japońskim oddziale Roxxon i Yakuzie. Murdock proponuje Nachios pomoc w pokonaniu Ręki, jeżeli ona odstąpi od Sticka i zabijania. Nachios się zgadza. W sądzie Nelson prowadzi sprawę. Początkowo przysięgli skłaniają się ku Castle’owi, jednak kiedy Castle zeznaje, celowo obala swoją obronę. Nelson i Page obwiniają Murdocka za przegraną sprawę. Kiedy Murdock i Nachios spędzają razem noc, zostają zaatakowani przez samotnego ninja. Murdock obezwładnia go i odkrywa, że jest nastolatkiem, zanim Nachios impulsywnie podrzyna mu gardło. Castle trafia do więzienia, gdzie zostaje zaprowadzony przez strażnika na spotkanie z Wilsonem Fiskiem.                                                 |    |                                   |                          |                   |                                           |                    |                             |
| 22 | 9  | Seven Minutes in Heaven           | Siedem minut             | Stephen Surjik    | Marco Ramirez Lauren Schmidt Hissrich     | 18 marca 2016      | 18 marca 2016               |
| Fisk informuje Castle’a, że w więzieniu przebywa Dutton, który jego zdaniem brał udział w ataku, w którym zginęła rodzina Castle’a. Fisk przyznaje, że pozwoli mu to zdobyć władzę w więzieniu. Castle atakuje Duttona, który ujawnia, że akcja ta zorganizowana była przez handlarza narkotyków, nazywanego „Blacksmith”. Fisk zdradza Casltle’a i napuszcza ludzi Duttona na niego, jednak ten wszystkich zabija. Fisk uświadamia sobie, że Castle może być jego atutem przy pozbyciu się konkurencji, gdy wyjdzie na wolność i organizuje ucieczkę Castle’a z więzienia. Nelson i Murdock podejmują decyzję o rozstaniu, a Page kontynuuje prywatne śledztwo w sprawie Castle’a. Od byłego lekarza sądowego dowiaduje się, że poza rodziną Castle’a była jeszcze jedna ofiara masakry, policjant działający pod przykrywką. Page zakłada, że w śmierć rodziny Castle’a była zamieszana policja i prokuratura. Murdock sprawdza kryjówkę Ręki o nazwie „Farma”, gdzie zostaje zaatakowany przez Nobu Yoshiokę, którego wcześniej zabił.    |    |                                   |                          |                   |                                           |                    |                             |
| 23 | 10 | The Man in The Box                | Człowiek w pudle         | Peter Hoar        | Whit Anderson Sneha Koorse John C. Kelley | 18 marca 2016      | 18 marca 2016               |
| Daredevil prosi Mahoneya, by zabrał kilkoro dzieci, które są wykorzystywane na „Farmie” do pielęgniarki Claire Temple na leczenie szpitalne. Kiedy Reyes dowiaduje się o ucieczce Castle’a z więzienia, zaprasza Nelsona, Murdocka i Page do biura. Potwierdza, że jej biuro zorganizowało zasadzkę na transakcję między Blacksmithem, a Irlandczykami, kartelami i Psami piekieł oraz zatuszowało sprawę śmierci rodziny Castle’a i tajniaka. Reyes prosi ich o pomoc w odnalezieniu Castle’a, ponieważ boi się o życie swojej córki. Chwilę po tym biuro zostaje ostrzelane przez nieznanego sprawcę, a Reyes ginie. Murdock odwiedza Fiska w więzieniu, a ten potwierdza jego przypuszczenia, że to on pomógł Castle’owi uciec z więzienia. Natchios zabija mordercę nasłanego przez Sticka, a Castle ratuje Page przed zamachem podobnym do tego, w którym zginęła Reyes. W szpitalu dzieci odzyskują przytomność, a Daredevil broni budynek przez ludźmi Ręki.                                                                          |    |                                   |                          |                   |                                           |                    |                             |
| 24 | 11 | .380                              | .380                     | Stephen Surjik    | Mark Verheiden                            | 18 marca 2016      | 18 marca 2016               |
| Daredevil ratuje Temple przed Ręką, a dzieci dobrowolnie podążają za zabójcami. Część z nich ginie podczas walki, próba autopsji jednego z nich ujawnia blizny po wcześniejszej sekcji zwłok. Zarząd szpitala zamierza zatuszować całą sprawę, przez co Temple rezygnuje z pracy. Page i Castle zostają zaatakowani przez ludzi Blacksmitha. Przed zabiciem ich Castle dowiaduje się, gdzie on jest. Daredevil dowiaduje się od Towera, że jedynym tropem prowadzącym do Blacksmitha jest jego konkurencja w Chinatown. Daredevil odnajduje Gao, dawną sojuszniczkę Fiska, która wysyła go do portu. Castle atakuje w porcie łodzie wykorzystywane do przemytu i ma zamiar zabić Blacksmitha, a Daredevil go powstrzymuje. Ludzie Blacksmitha przybywają na miejsce i sami atakują łódź, w zamieszaniu Castle się wymyka. Stick, dowiadując się, że Nachios nadal żyje, przygotowuje się sam do zabicia jej. |    |                                   |                          |                   |                                           |                    |                             |
| 25 | 12 | The Dark at the End of the Tunnel | Ciemność na końcu tunelu | Euros Lyn         | Lauren Schmidt Hissrich Douglas Petrie    | 18 marca 2016      | 18 marca 2016               |
| Stick żałuje, że nie był w stanie okiełznać Nachios, która ma morderczy instynkt i chce naprawić ten błąd. Daredevil powstrzymuje Sticka i Nachios przed pozabijaniem się, ale przybywa Ręka, która porywa Sticka. Policja stwierdza, że Castle nie żyje. Page porzuca śledztwo w sprawie Castle’a, które miała zamiar upublicznić w „New York Bulletin”, jednak postanawia napisać w Internecie o tym, że Castle był kimś więcej niż tylko Punisherem. Rozmawia z byłym dowódcą z wojska Castle’a, Rayem Schoonoverem i uświadamia sobie, że to on jest Blacksmithem. Na miejsce przybywa Castle i pomimo próśb Page, zabija Schoonovera. Daredevil i Natchios odnajdują Sticka, ale Natchios nadal chce go zabić. Pojawia się Yoshioka i ujawnia, że morderczy instynkt Natchios wynika z tego, że jest „Czarnym Niebem”, mityczną bronią Ręki. Natchios zastanawia się nad przyjęciem hołdu Ręki, ale Murdock przekonuje ją, że sama jest odpowiedzialna za swój los i zamiast tego pomaga uciec Stickowi.                                |    |                                   |                          |                   |                                           |                    |                             |
| 26 | 13 | A Cold Day in the Hell’s Kitchen  | Chłodny dzień            | Peter Hoar        | Douglas Petrie Marco Ramirez              | 18 marca 2016      | 18 marca 2016               |
| Nelson przyjmuje ofertę pracy w kancelarii Jeri Hogarth. Stick jest bezpieczny w mieszkaniu Murdocka. Ręka dowiaduje się o osobach, którym Daredevil pomógł i biorą ich na zakładników, w tym Page i Turka Berretta. Berrett jest na areszcie domowym i dzięki urządzeniu na nodze może zostać namierzony przez policję. Murdock i Natchios korzystają z tego, by odnaleźć zakładników i ich uwolnić. Zostają zaatakowani przez Rękę dowodzoną przez Yoshiokę. W trakcie walki Natchios się poświęca i ginie, a Daredevil z pomocą Castle’a pokonuje resztę. Castle akceptuje swój pseudonim „Punisher”. Stick wykańcza Yoshiokę i ścina mu głowę. Stick i Murdock chowają Nachios. Murdock spotyka się z Page i wyjawia jej, że jest Daredevilem. Ręka ekshumuje ciało Natchios i umieszcza je w starożytnym urządzeniu. |    |                                   |                          |                   |                                           |                    |                             |

## Produkcja

### Rozwój projektu

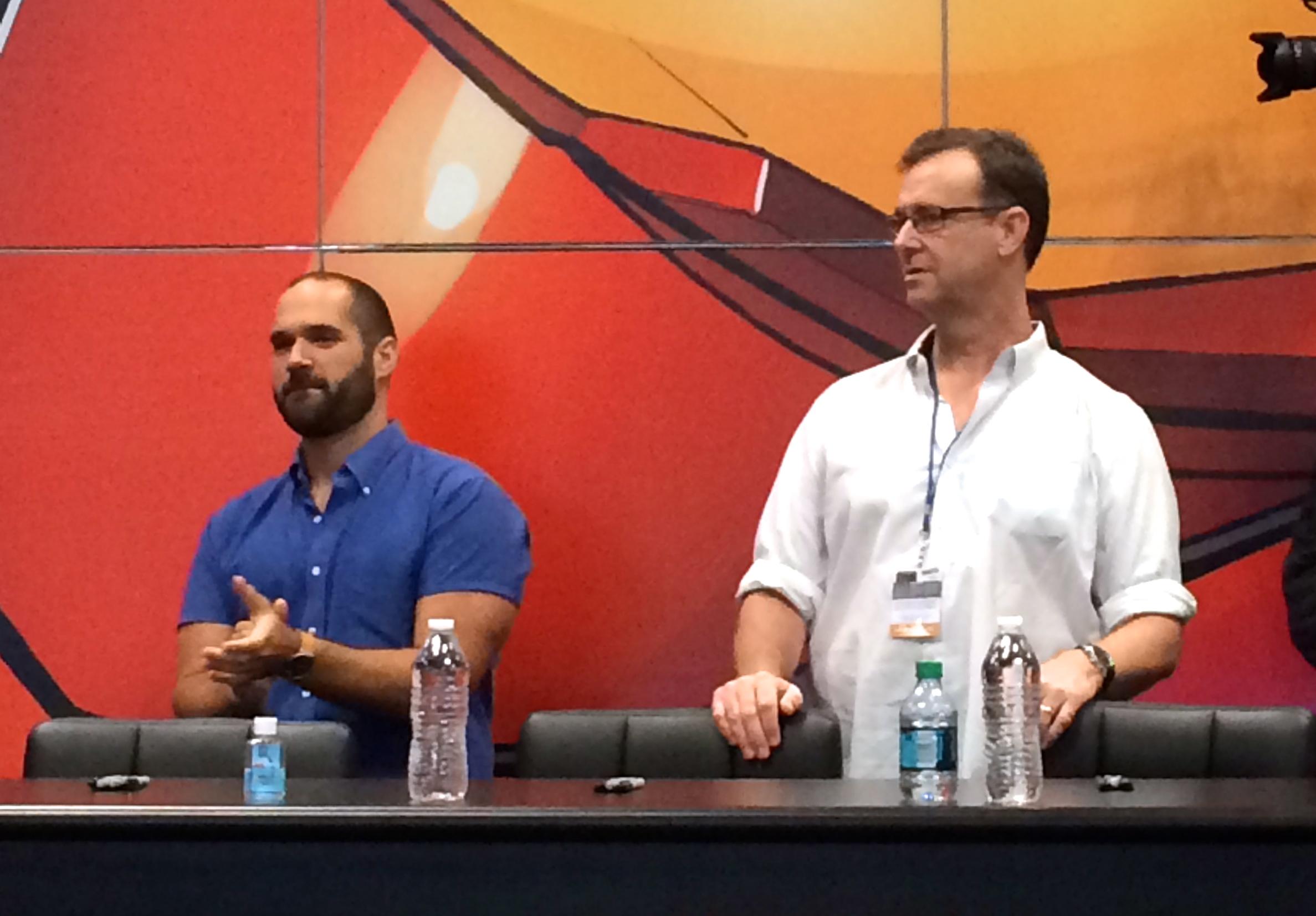
Marco Ramirez i Douglas Petrie, showrunnerzy sezonu

We wrześniu 2014 roku Steven S. DeKnight wyjawił, że nie wie, czy planowany jest kolejny sezon serialu. Natomiast w styczniu 2015 roku Ted Sarandos, prezes Netfliksa, zapewnił, że wszystkie seriale tworzone przy współpracy z Marvelem mają szansę na kolejne sezony. 21 kwietnia poinformowano, że został zamówiony drugi sezon serialu z premierą w 2016 roku. Douglas Petrie i Marco Ramirez, zastąpili DeKnighta na stanowisku showrunnera. Zarówno Petrie, jak i Ramirez byli scenarzystami pierwszego sezonu i współpracowali z DeKnightem oraz Drew Goddardem. We wrześniu Goddard wyjawił, że nadal jest zatrudniony jako producent wykonawczy i konsultant.
W styczniu 2016 roku potwierdzono, że drugi sezon będzie miał również trzynaście odcinków. Producentami wykonawczymi serialu obok Godddarda, Petrie i Ramireza zostali również: Allie Goss, Kris Henigman, Cindy Holland, Alan Fine, Stan Lee, Joe Quesada, Dan Buckley, Jim Chory, Jeph Loeb i Mark Verheiden. W produkcję drugiego sezonu zaangażowane były wytwórnie ABC Studios, Marvel Television i Goddard Textiles.

### Scenariusz
Nad scenariuszem do poszczególnych odcinków pracowali: Douglas Petrie, Marco Ramirez, Mark Verheiden, John C. Kelley, Lauren Schmidt Hissrich, Sneha Koorse, Luke Kalteux i Whit Anderson.
Wskazując na różnice pomiędzy pierwszym i drugim sezonem, Ramirez powiedział, że scenarzyści spędzili pierwszy sezon, zastanawiając się, „czy w produkcjach o superbohaterach jest miejsce na przyziemne i surowe historie”, natomiast po pozytywnym odbiorze publiczności podeszli do drugiego sezonu z nastawieniem: „chciałeś mroku, oto Elektra i Punisher. Sam się o to prosiłeś”. W sezonie pojawiła się postać Punishera, którego Steven S. DeKnight i scenarzyści początkowo planowali wprowadzić w scenie po napisach w finale pierwszego sezonu. Ostatecznie zrezygnowano z tego pomysłu ze względu na sposób, w jaki Netflix rozpoczyna kolejny odcinek podczas napisów końcowych bieżącego. Ramirez streścił sezon słowami „Daredevil kontra Punisher”.
Drew Goddard uznał, że format telewizyjny najlepiej pasuje do Punishera, ponieważ scenarzyści „mogą robić na małym ekranie rzeczy, które lepiej pasują do tej postaci, a na potrzeby filmów musieliby go stonować”. Goddard stwierdził, że podejście sezonu do bohaterów i ich działań będzie polegać na robieniu tego, co ma sens dla bohaterów, a nie na „przesuwaniu granic” lub próbie zszokowania publiczności. Ponadto zauważył, że serial nadal będzie bardziej „dorosły, mroczniejszy, brudniejszy”. Petrie stwierdził, że scenarzyści mieli nadzieję „zamieszać w garnku” i „skłonić ludzi do myślenia”, uwzględniając Punishera i jego śmiercionośne metody. Ramirez dodał, że Frank Castle nie był nazywany „Punisherem” przez scenarzystów, podobnie jak Wilson Fisk nie został nazwany „Kingpinem” w pierwszym sezonie, ponieważ pozwoliło to scenarzystom myśleć o tej postaci „jako o człowieku pragnącym zemsty, który złożył przysięgę swojej zmarłej rodzinie”. W serialu media nadały Castle’owi przydomek „Punisher” ze względu na jego agresywne metody działania.
Showrunnerzy postanowili przedstawić Punishera na początku sezonu i zostawić Elektrę na późniejszą jego część. Ramirez wyjaśnił, że ważne było, by poświęcić trochę czasu na właściwe przedstawienie nowych postaci publiczności, zwłaszcza osobom, które ich jeszcze nie znały. Scenarzyści zdawali sobie sprawę, że tak potężnie zbudowane postaci mogą łatwo zmienić trajektorię opowieści. W pokoju scenarzystów wymyślali oni często niesamowite rzeczy, ale potem zdawali sobie sprawę, że zapomnieli o Murdocku i musieli „całkowicie odwrócić historię i przyjrzeć się, jak ona wpływa na Matta i przefiltrować to przez jego pryzmat”.
Charlie Cox wyjaśnił, że wraz z uwięzieniem Wilsona Fiska po pierwszym sezonie „wskaźnik przestępczości gwałtownie spadł. Wszystko wróciło do normy”. Wtedy pojawia się Punisher, który sprawia, że Matt Murdock „kwestionuje wszystko. Matt musi ponownie ocenić, kim jest i co robi”. Jeph Loeb, szef Marvel Television, powiedział, że „jeśli pierwszy sezon dotyczył decyzji Matta o staniu się bohaterem, to drugi dotyczył tego, co to znaczy być bohaterem”. Wprowadzając Punishera i Elektrę, scenarzyści byli w stanie „naciskać i popychać” Murdocka, konfrontując jego idee z Punisherem postrzegającym „sprawiedliwość w bardzo czarno-biały sposób” i Elektrą działającą „w odcieniach szarości”. Elektra ma bardzo jasny cel i kwestionuje dążenie do sprawiedliwości Murdocka. Scenarzyści stworzyli bardziej rozbudowaną historię dla Nobu i Gao, jednak nie została ona wykorzystana. Peter Shinkoda, który zagrał Nobu, stwierdził, że jest to związane z niechęcią Loeba do Azjatów.
Ramirez powiedział, że scenarzyści często nie korzystali z okazji, by nawiązać do reszty Filmowego Uniwersum Marvela, zwłaszcza kiedy czuli, że odwracają uwagę od serialu, narracji i postaci. Petrie stwierdził, że scenarzyści chcieli „zatrzymać wszystko w Hell’s Kitchen” i skupić się na takich kwestiach, jak „niedziałający klimatyzator w kancelarii Nelsona i Murdocka”. W sezonie pojawił się gang motocyklowy „Dogs of Hell”, który pokazano wcześniej w serialu Agenci T.A.R.C.Z.Y. oraz Roxxon Energy Corporation, firma pojawiająca się często w innych produkcjach franczyzy. W sezonie zostają wspomniani również Jessica Jones i Luke Cage, śmierć Oscara Clemonsa i kancelaria prawna Hogarth, Chao & Benowitz; elementy te stanowią odniesienia do pierwszego sezonu serialu Jessica Jones. Ponadto podczas pierwszego pojawienia się Claire Temple w tym sezonie ma ona rozciętą brew, co, jak wytłumaczono Coxowi, miało zostać wyjaśnione w pierwszym sezonie Luke’a Cage’a, ponieważ wydarzenia obu produkcji nakładają się na siebie.

### Casting
W kwietniu 2015 roku Charlie Cox potwierdził, że powróci w roli Matta Murdocka. W maju ujawniono, że Rosario Dawson ponownie wcieli się w Claire Temple. W czerwcu poinformowano, że Jon Bernthal dołączył do obsady jako Frank Castle / Punisher oraz że Elden Henson i Deborah Ann Woll powrócą w rolach Foggy’ego Nelsona i Karen Page. W lipcu ujawniono, że Élodie Yung zagra Elektrę, a we wrześniu do obsady dołączył Stephen Rider jako Blake Tower. Po premierze sezonu okazało się, że Vincent D’Onofrio powrócił jako Wilson Fisk.
We wrześniu 2015 roku ujawniono, że Matt Gerald i Scott Glenn powrócą jako Melvin Potter i Stick. W następnym miesiącu poinformowano, że Peter McRobbie zagra ponownie Paula Lantoma. W lutym 2016 roku ujawniono, że Royce Johnson powróci jako Brett Mahoney. Na początku marca 2016 roku ujawniono, że powróci również Amy Rutberg jako Marci Stahl. Swoje role z pierwszego sezonu powtórzyli również: Susan Varon jako Josie, Geoffrey Cantor jako Mitchell Ellison, Rob Morgan jako Turk Berrett, Peter Shinkoda jako Nobu Yoshioka, Kevin Nagle jako Roscoe Sweeney, Wai Ching Ho jako Gao i Suzanne H. Smart jako Shirley Benson.
W rolach drugoplanowych do obsady sezonu dołączyli Marilyn Torres jako Louisa Delgato, Ron Nakahara jako Hirochi, John Pirkis jako Stan Gibson oraz Michelle Hurd jako Samantha Reyes, która powtórzyła swoją rolę z serialu Jessica Jones. Gościnnie w roli również z Jessiki Jones, pojawiła się Carrie-Anne Moss jako Jeri Hogarth.

### Scenografia i kostiumy
Scott Murphy, który odpowiadał za scenografię drugiego sezonu serialu, wyjawił, że podobnie, jak w przypadku pierwszego sezonu nie mogli kręcić zdjęć lokacyjnych w Hell’s Kitchen, ponieważ współcześnie dzielnica ta nie odpowiada estetyce z komiksów, które powstawały w latach siedemdziesiątych. Przyznał, że zdjęcia rzadko były realizowane w samym Hell’s Kitchen, jako że z „trudnej, brudnej, gęstej dzielnicy robotniczej” zmieniła się w dzielnicę „z mnóstwem dobrych restauracji, barów i targowisk, nie wspominając o drogich mieszkaniach”. Inspiracją dla Murphy’ego przy tworzeniu scenografii były komiksy o Daredevilu autorstwa Franka Millera i Alexa Maleeva. Murphy przyznał, że scenografie do mieszkania Matta Murdocka, kancelarii prawniczej Nelson & Murdock, szpitala i warsztatu Melvina Pottera pozostały te same, co w sezonie pierwszym, które stworzył Loren Weeks.
Murphy wyjawił, że starał się nie kopiować projektów innych osób, jednak używał ich jako punkt odniesienia. Przy scenografii do biura dyrektora generalnego w budynku Yakatomi przejrzał zdjęcia różnych biur dyrektorów generalnych, japońskiego wystroju wnętrz, sztuki japońskiej i innych projektów wnętrz korporacyjnych. W przypadku pokoju dla zakładników obejrzał zdjęcia opuszczonych budynków, dzięki czemu mógł skoncentrować się na detalach, takich jak „kruszenie się ścian, łuszczenie się farby czy to, w jaki sposób wnętrza się starzeją”.
Kostiumy w sezonie drugim zaprojektowała Lorraine Calvert. Calvert uznała, że kostium Elektry w komiksach był niepraktyczny, więc zdecydowała się uczynić go praktycznym i atrakcyjnym, pozostając jednocześnie wiernym komiksom, tworząc elegancki projekt jej stroju. Stwierdziła, że Elektra „potrzebuje bardzo prostej, eleganckiej linii, ponieważ zbyt duża ilość materiału jest przytłaczająca”. Kostium składał się z „czarnych spodni motocyklowych, body zapinanego na zamek, kamizelki bez rękawów i akcentów z czerwonego materiału oraz kaptura zakrywającego twarz Elektry”. Odcień czerwieni używanej przez Elektrę przez cały sezon został tak dobrany, by nie kolidował z czerwienią w kostiumie Daredevila, a także pasował do mroczniejszej tonacji serialu.
Kostium Daredevila został ulepszony w tym sezonie, a Calvert nazwała go „znacznie bardziej płynnym i w pewnym sensie znacznie bardziej taktycznym”. Został on uproszczony, zużyto mniej materiału na rękawice i buty. Charlie Cox zauważył, że zmiany w kostiumie zostały wplecione w fabułę sezonu, w tym potrzeba nowej, przeprojektowanej maski czy dolnej połowy kombinezonu. Dzięki luźniejszym spodniom Cox i jego dubler zyskali znacznie większą zwrotność.

### Zdjęcia i postprodukcja
W kwietniu 2015 roku Charlie Cox poinformował, że zdjęcia do drugiego sezonu rozpoczną się w drugiej połowie 2015 roku. Prace na planie rozpoczęły się w lipcu w East Harlem pod roboczym tytułem Ringside, a zakończyły w grudniu tego samego roku. Zaplanowano po dziewięć dni zdjęciowych na każdy odcinek sezonu. Za zdjęcia odpowiadał Martin Ahlgren. Lokacje w Nowym Jorku obejmowały między innymi: Metro Theater, Roosevelt Island, Greenpoint, Long Island City, Newtown Creek, Forest Park Carousel, Bayside, Green-Wood Cemetery, East Village, Hell’s Kitchen, SoHo, Bronx County Courthouse, Tribecę, Brooklyn Navy Yard, Fort Totten, Bayley Seton Hospital i Calvary Cemetery.
Ahlgren zdecydował się „pójść w nieco innym kierunku” niż w pierwszym sezonie, zachowując jednak „żółtawy kolor latarni ulicznych, który nadał pierwszemu sezonowi bardzo wyraźny styl”. Podkreślił, że nakręcenie sceny pościgu samochodowego na początku odcinka „Winy grzechu” było wyzwaniem, zwracając uwagę na wielu ninja goniących samochód oraz tego, który „wskakuje na samochód i jedzie na jego dachu”, ze wszystkimi akrobacjami nakręconymi w lokacji. Scenę kręcono przez dwie noce na Greenpoincie na Brooklynie, a wnętrze samochodu zostało później sfilmowane na zielonym ekranie.
Jeśli chodzi o sekwencje walk i choreografię sezonu, Jon Bernthal powiedział, że „wszystkie walki opierają się na postaciach, a walki opowiadają historię”. Cox dodał, że „dokłada się wszelkich starań, by każdy wymierzony cios lub kopnięcie przypominał linię dialogu; kryje się za tym motyw, jest powód, to coś znaczy”. Dubler Coxa, Chris Brewster, wyjaśnił, jak choreografia walk ewoluowała w serialu – w pierwszym sezonie Murdock dopiero zaczynał jako Daredevil – „walczył całym sercem i duszą, ale nie walczył z ogładą... był bardziej surowy i szorstki” – podczas gdy w drugim sezonie postać uczy się na poprzednich błędach – „jego styl jest teraz bardziej zdefiniowany i przemyślany, ale zawsze będzie walczył z zacięciem Daredevila”. Jeśli chodzi o style walki Punishera i Elektry, Brewster powiedział, że ze względu na wojskowe doświadczenie Punishera używa on wielu broni, a jego „styl walki wręcz opiera się raczej na walce w zwarciu”, podczas gdy Elektra była szkolona przez Sticka i Rękę, więc ma podobny styl jak Daredevil, który również był szkolony przez Sticka. Brewster dodał, że „Ręka to wyszkoleni zabójcy, którzy skupiają się na atakach z ukrycia i szybkich zabójstwach. Jej styl również zawiera te elementy". W sezonie wykorzystuje się wiele różnych stylów sztuk walki, w tym arnis, chińskie kung-fu, wing chun, kenjutsu i boks.
Scena walki w odcinku „Najlepsze w Nowym Jorku”, w której Daredevil walczy na schodach z członkami gangu, została nakręcona w jednym ujęciu. Cox opisał ją jako „coś w rodzaju hołdu” dla dobrze przyjętej sceny walki w korytarzu z odcinka „Cutman” z pierwszego sezonu. Philip J Silvera zauważył, że jest to raczej metaforyczne „zejście do piekła”, a nie „próba woli”, jak scena z pierwszego sezonu. Zespół kaskaderów miał trzy dni na przygotowanie walki, a ostateczną sekwencję nakręcono w półtora dnia. W przeciwieństwie do sceny z pierwszego sezonu, która została nakręcona na planie przy użyciu kamery zamontowanej na szynie sufitowej, sekwencja na klatce schodowej została nakręcona w plenerze i wymagała podania kamery wielu kolejnym osobom, by wykonać ujęcie. W odcinku „Siedem minut” pojawił się kolejny hołd złożony scenie na korytarzu, gdy Punisher toczy własną walkę na korytarzu. Silver zauważyła, że ten „pełnowymiarowy” morderczy Punisher stanowił „silny kontrast w stosunku do Daredevila”. Podczas wszystkich walk sezonu zespół kaskaderów nakręcił wersję wstępną z wykorzystaniem dublerów aktorów, które to były następnie analizowane w dniu zdjęć, co pozwoliło na wprowadzenie odpowiednich poprawek. Aktorzy brali udział w większości choreografii walk, a dublerzy byli wykorzystywani do przewrotów i większych akrobacji.
Efektami specjalnymi zajmowało się studio Shade VFX, które pracowało również przy pierwszym sezonie.

## Muzyka
We wrześniu 2015 roku John Paesano zaczął pracę nad muzyką do drugiego sezonu. Paesano wyjawił, że Marco Ramirez i Douglas Petrie „byli wierni temu, co próbowaliśmy zrobić w pierwszym sezonie”. Przyznał, że w przypadku postaci Punishera i Elektry czekał na ich interpretacje na ekranie, zamiast patrzeć przez pryzmat komiksów i poprzednich adaptacji. Paesano ściśle współpracował z zespołem odpowiedzialnym za udźwiękowienie serialu. Marvel’s Daredevil Season Two: Original Soundtrack Album został wydany cyfrowo 15 lipca 2016 roku przez Hollywood Records.
| Marvel’s Daredevil Season Two: Original Soundtrack Album – 2016 | Marvel’s Daredevil Season Two: Original Soundtrack Album – 2016 | Marvel’s Daredevil Season Two: Original Soundtrack Album – 2016 | Marvel’s Daredevil Season Two: Original Soundtrack Album – 2016 |
| Nr                                                              | Tytuł utworu                                                    | Muzyka                                                          | Długość                                                         |
| --------------------------------------------------------------- | --------------------------------------------------------------- | --------------------------------------------------------------- | --------------------------------------------------------------- |
| 1.                                                              | „Main Title”                                                    | J. Paesano, B. Kimball                                          | 1:03                                                            |
| 2.                                                              | „Devil of Hell’s Kitchen”                                       | J. Paesano                                                      | 2:47                                                            |
| 3.                                                              | „The Punisher”                                                  | J. Paesano                                                      | 4:19                                                            |
| 4.                                                              | „Stairway to Hell”                                              | J. Paesano                                                      | 3:25                                                            |
| 5.                                                              | „Raindrops”                                                     | J. Paesano                                                      | 3:03                                                            |
| 6.                                                              | „Sparring”                                                      | J. Paesano                                                      | 2:51                                                            |
| 7.                                                              | „Playing House”                                                 | J. Paesano                                                      | 1:41                                                            |
| 8.                                                              | „Dripping Chilis”                                               | J. Paesano                                                      | 3:47                                                            |
| 9.                                                              | „Ninjas!”                                                       | J. Paesano                                                      | 3:47                                                            |
| 10.                                                             | „Cell Block D”                                                  | J. Paesano                                                      | 4:19                                                            |
| 11.                                                             | „Black Sky”                                                     | J. Paesano                                                      | 3:42                                                            |
| 12.                                                             | „The Diner”                                                     | J. Paesano                                                      | 5:41                                                            |
| 13.                                                             | „Stick and Ellie”                                               | J. Paesano                                                      | 2:26                                                            |
| 14.                                                             | „They Have Nothing Now”                                         | J. Paesano                                                      | 6:12                                                            |
| 15.                                                             | „To Be a Hero”                                                  | J. Paesano                                                      | 1:46                                                            |
|                                                                 |                                                                 |                                                                 | 50:49                                                           |

## Promocja
W październiku 2015 roku podczas panelu na New York Comic Conie pojawili się Charlie Cox, Elden Henson, Deborah Ann Woll, Elodie Yung i Jon Bernthal oraz showrunnerzy Marco Ramirez i Douglas Petrie, którzy zaprezentowali fragmenty drugiego sezonu. Cox, Bernthal i Yung pojawili się także w grudniu tego roku podczas Comic Con Experience w Brazylii, gdzie pokazano materiał promujący serial. 15 lutego 2016 roku pojawiła się pierwsza część zwiastuna sezonu, koncentrująca się na postaci Punishera, natomiast 25 lutego jego drugą część, skupiająca się na Elektrze. 15 marca pokazano ostateczny zwiastun sezonu.
7 marca 2016 roku odbyła się premiera pierwszych dwóch odcinków w Paryżu, a 10 marca pokazano je w Nowym Jorku. Podczas obu wydarzeń uczestniczyła obsada i ekipa produkcyjna sezonu oraz zaproszeni specjalni goście. Premierom tym towarzyszył czerwony dywan oraz szereg konferencji prasowych.

## Odbiór

### Oglądalność
Netflix nie publikuje zestawień oglądalności swoich produkcji, jednak Symphony Technology Group zebrała dane na podstawie osób korzystających z oprogramowania na swoich telefonach, które mierzy oglądalność na podstawie dźwięku programu. Według Symphony drugi sezon Daredevila oglądało średnio 5,94% widzów w wieku 18–49 lat średnio minutę w ciągu pierwszych 32 dni od premiery. Symphony oszacowało również, że 3,2 miliona widzów w wieku 18–49 lat oglądało odcinek drugiego sezonu Daredevila w pierwszy weekend od premiery. Firma zajmująca się analizami marketingowymi Jumpshot ustaliła, że ten sezon był najczęściej oglądanym sezonem w serwisie Netflix w ciągu pierwszych 30 dni od premierze.

### Krytyka w mediach
Drugi sezon serialu spotkał się z przeważnie pozytywną reakcją krytyków. W serwisie Rotten Tomatoes 81% z 57 recenzji uznano za pozytywne, a średnia ocen wystawionych na ich podstawie wyniosła 6,9/10. Na portalu Metacritic średnia ważona ocen z 13 recenzji wyniosła 68 punktów na 100.
Joshua Rivera z Vulture podsumował drugi sezon Daredevila jako „interesującą, nieco bezsensowną przejażdżką, przerywaną wspaniałymi momentami”. James Hunt z Den of Geek napisał: „praktycznie jarałem się z radości jak fan. To jedno z tych klasycznych starć bohater kontra bohater, którego fani komiksów nie będą mogli powstrzymać się od pokochania”. Kevin Sullivan z „Entertainment Weekly” ocenił, że „ogólnie rzecz biorąc, sezon wydawał się lepszy w porównaniu z pierwszym, ale nadal jest nad czym pracować”. Liz Shannon Miller z Indie Wire stwierdziła, że „drugi sezon wcale nie wydaje się stratą czasu. Ale ostatecznie nie wydaje się konieczne, by powstał trzeci sezon”. Brian Lowry z „Variety” napisał w swojej recenzji, że produkcje Netfliksa „pokazały, że możliwe jest stworzenie wiarygodnego serialu o superbohaterach bez dużej ilości materiałów pirotechnicznych – Daredevil ma wystarczającą ilość elementów pewnych, by przetrwać okazjonalne potknięcie się w drugim sezonie”. Sadie Gennis z TV Guide oceniła, że „początkowo drugi sezon zdawał się sprostać oczekiwaniom, jednak szybko padł ofiarą nadmiaru postaci, próbując wcisnąć każdy główny wątek i postać Daredevila w klaustrofobiczne 13 godzin”. Susana Polo z serwisu Polygon stwierdziła, że „wydaje się, że (serial) trochę się stara, choć powinien bardziej. A na coraz bardziej konkurencyjnym i nasyconym rynku ekranowych superbohaterów brak wysiłków to coś, na co nie może sobie pozwolić żaden serial o superbohaterach”.
Piotr Piskozub z NaEkranie.pl ocenił, że „ten sezon serialu wymaga od widza zdecydowanie więcej pracy umysłu niż poprzedni. Z drugiej strony w nagrodę oferuje nam pierwszorzędną rozrywkę, dla której trudno znaleźć jakąkolwiek analogię. Abstrahując już od rozważań na temat wyższości konkretnej odsłony serii, musimy stwierdzić, że twórcom po raz kolejny udało się wprowadzić nową jakość w filmowo-telewizyjne przygody superbohaterów. Daredevil to cała mozaika pomysłów, które kreują ekranowy świat herosów w sposób unikalny”. Szymon Radzewicz ze Spider’s Web napisał, że nie może „zrozumieć, dlaczego popełniono tak fundamentalne błędy i zdecydowano się na tak nietypowe zabiegi w scenariuszu”. Jednocześnie stwierdził, że „nie oznacza to, że drugi sezon Daredevila jest słaby”. Tomasz Rewers z Movies Room podsumował, że „powrót Diabła z Hell’s Kitchen w stu procentach spełnił moje wygórowane oczekiwania. Bo przecież nie obejrzałbym w życiu w tak krótkim czasie czegoś, czego nie mógłbym ocenić przynajmniej na ocenę bardzo dobrą”.

### Nominacje
| Rok  | Ceremonia                                   | Kategoria                                                                                        | Nominowani | Rezultat  | Przypis |
| ---- | ------------------------------------------- | ------------------------------------------------------------------------------------------------ | --- | --------- | ------- |
| 2016 | Primetime Creative Arts Emmy Awards         | Najlepszy montaż dźwięku w serialu telewizyjnym                                                  | Lauren Stephens, Jordan Wilby, Jonathan Golodner, Christian Buenaventura, Greg Vines, Zane Bruce, Lindsay Pepper (za odcinek „Najlepsze w Nowym Jorku”) | Nominacja | [ 105 ] |
| 2016 | Primetime Creative Arts Emmy Awards         | Najlepszy występ kaskaderski w serialu dramatycznym, serialu limitowanym lub filmie telewizyjnym | Philip J Silvera | Nominacja | [ 105 ] |
| 2016 | Online Film & Television Association Awards | Najlepszy dźwięk w serialu                                                                       | Daredevil | Nominacja | [ 106 ] |
| 2017 | Nagrody Gildii Aktorów Ekranowych           | Najlepszy zespół kaskaderski w serialu komediowym lub dramatycznym                               | Daredevil | Nominacja | [ 107 ] |
| 2017 | Saturn Awards                               | Najlepszy aktor w serialu telewizyjnym                                                           | Charlie Cox | Nominacja | [ 108 ] |
| 2017 | Saturn Awards                               | Najlepszy serial w nowych mediach                                                                | Daredevil | Nominacja | [ 108 ] |